# Treventus Mechatronics
Treventus Mechatronics ist ein Unternehmen der Rechtsform GmbH mit Sitz in Wien. Es arbeitet im Bereich der Entwicklung und Herstellung von modernen Scanrobotern.

## Geschichte
Treventus Mechatronics wurde 2006 als Ableger-Unternehmen der Technischen Universität Wien gegründet.

## Auszeichnungen
2007 erhielt das Unternehmen den mit 200.000 Euro dotierten Grand Price des European Information and Communication Technology Awards.